# Solanecio kanzibiensis
Solanecio kanzibiensis là một loài thực vật có hoa trong họ Cúc. Loài này được (Humbert & Staner) C.Jeffrey miêu tả khoa học đầu tiên năm 1986.